# Укртранснафта
Акціонерне товариство «Укртранснафта» (АТ «Укртранснафта») — українське підприємство, оператор системи магістральних нафтопроводів України, другий за величиною у Європі. Управитель української частини магістрального нафтопродуктопроводу «Самара — Західний напрямок». Засновником і єдиним акціонером компанії є НАК «Нафтогаз України».

## Загальна характеристика
АТ «Укртранснафта» — єдиний національний оператор, що надає послуги з транспортування нафти трубопровідним транспортом на нафтопереробні підприємства (НПЗ) України та транзитом до країн Східної та Центральної Європи, а також нафтопродуктів з використанням української ділянки магістрального нафтопродуктопроводу «Самара-Західний напрямок» як в прямому, так і реверсному напрямку.
Підприємство створене у 2001 році на базі державних акціонерних товариств «Магістральні нафтопроводи "Дружба"» і «Придніпровські магістральні нафтопроводи». 100 % акцій АТ «Укртранснафта» володіє Національна акціонерна компанія «Нафтогаз України».
«Укртранснафта» є оператором нафтотранспортної системи України, яка включає 18 нафтопроводів загальною протяжністю 4569 км, 51 нафтоперекачувальну станцію (НПС), 11 резервуарних парків загальною місткістю 1010 тисяч кубометрів. Роботу НПС забезпечують 176 насосних агрегатів загальною потужністю електродвигунів 356,9 тисяч кВт.
У 2021 році згідно з договором управління активами (майном), укладеним з Національним аггентством з питань виявлення, розшуку та управління активами, одержаними від корупційних та інших злочинів (АРМА)  АТ «Укртранснафта» стало управителем частини нафтопродуктопроводу «Самара – Західний напрямок».
Генеральний директор — Цепенда Володимир Мирославович (з 23 травня 2022).

## Технічні дані
Технічні дані АТ «Укртранснафта»:
- Загальна протяжність нафтопроводів — близько 3 850 тис. км
- Перекачування нафти забезпечують 39 нафтоперекачувальних станцій сумарною потужністю 580 тис. кВт
- Ємність резервуарного парку — близько 1000 тис. м³
- Впродовж 2013—2022 обсяг транспортування нафти транзитом через територію України трубопровідним транспортом становить орієнтовно 14-15 млн тонн на рік, на НПЗ — від 1,5 до 3 млн тонн на рік
- Пропускна здатність нафтопроводів — 100 млн тонн на рік
- АТ «Укртранснафта» збільшила число сортів нафти, що транспортувалися нафтотранспортною системою України, до восьми. Окрім перекачування нафти з українських родовищ, Укртранснафта транспортувала сім сортів імпортної нафти: Urals, Azeri Light, Bakken, El Sharara, WTI, Saharan Blend та Flotta Gold.

З 2020 року служба безпеки Групи Нафтогаз централізовано здійснює цілодобове онлайн-спостереження за трубопроводами та адміністративними спорудами підприємств, що входять до його складу.

## Частки в статутних фондах
АТ «Укртранснафта» володіє частками в статутних фондах підприємств:
- ЗАТ «КФ „Укртранснафта“» — 99,76 %
- ТОВ «Сі Транс» — 26,00 %
- ЗАТ «НСК „Трансмагістраль“» — 27,98 %
- ВАТ «Спартак» — 0,19 %
- ТОВ «МТП „Сарматія“» — 50,00 % (дані на 18.10.2007 р.)
- ТОВ «Трансмунай» — 50,00 %

## Співробітництво

«Укртранснафта» співпрацює з провідними науковими і освітніми організаціями, спільно з якими розробляє та впроваджує прогресивні методи й технології:
- Інститут електрозварювання імені Є. О. Патона НАН України,
- Інститут проблем міцності імені Г. С. Писаренка НАН України,
- Фізико-механічний інститут імені Г. В. Карпенка НАН України,
- Івано-Франківський національний технічний університет нафти і газу.

## Напрями розвитку
Стратегічними напрямами розвитку АТ «Укртранснафта» визначені:
- збільшення обсягів транспортування нафти магістральними нафтопроводами;
- надійне та безперебійне транспортування нафти на нафтопереробні підприємства України та транзитом до європейських споживачів;
- диверсифікація джерел і маршрутів постачання нафти в Україну та її транзиту територією України з метою посилення енергетичної безпеки держави;
- дотримання стандартів якості послуг з транспортування нафти;
- реалізація інвестиційних проєктів;
- надійне транспортування нафтопродуктів, їхнє зберігання та перевалка на автомобільний і залізничний транспорт.